# Petr Hrach
Petr Hrach (3. srpna 1876 Tajanov – 14. října 1946 Blovice) byl 15. blovický starosta v letech 1935–1939.

## Biografie
Petr Hrach se narodil 3. srpna 1876 v Tajanově. Absolvoval obecnou školu ve Velharticích a vyučil se zahradníkem. Oženil se s Marií Hraničkovou z Malonic a měl s ní tři děti – Marii, Rudolfa a Otýlii. Stal se výhybkářem na blovickém nádraží, později podúředníkem ČSD.
Byl členem sociální demokracie. V roce 1928 byl zvolen do obecního zastupitelstva, kde se stal prvním náměstkem starosty. Starostou se stal po rezignaci národního demokrata Rudolfa Homana 19. března 1935. Dne 25. června téhož roku byl komunálními volbami potvrzen ve funkci starosty. Dne 23. května 1936 předal funkci starosty svému prvnímu náměstkovi Josefu Úblovi na dobu 30 dní, neboť odjel na Slovensko na léčení. Během svého mandátu se aktivně zasazoval o stavbu Lidového domu.
Petr Hrach byl, dle zákona o pohotovosti státu, zbaven funkce starosty 27. února 1939 a na jeho místo nastoupil jeho II. náměstek Jan Bystřický. Po válce byl zveřejněn dokument požadující jeho odvolání, pod kterým byl podepsán kněz Karel Slabeňák.
V květnu 1945 se stal policejním referentem blovického RMNV.
Zemřel v Blovicích 14. října 1946 na infarkt ve věku 70 let.